# San José el Salto
San José el Salto är en ort i Mexiko.   Den ligger i kommunen Ixhuatlán de Madero och delstaten Veracruz, i den sydöstra delen av landet, 180 km nordost om huvudstaden Mexico City. San José el Salto ligger 162 meter över havet och antalet invånare är 324.
Terrängen runt San José el Salto är varierad. Runt San José el Salto är det ganska tätbefolkat, med 52 invånare per kvadratkilometer. Närmaste större samhälle är La Ceiba, 14,8 km norr om San José el Salto. Omgivningarna runt San José el Salto är en mosaik av jordbruksmark och naturlig växtlighet.